# William Horton (bobsleista)
William Gray Horton (ur. 24 sierpnia 1897 w Paryżu, zm. 13 czerwca 1974 w Westminsterze) – brytyjski bobsleista, olimpijczyk.
Był synem amerykańskiego malarza impresjonisty Williama Samuela Hortona. Wychowany w Wielkiej Brytanii, otrzymał obywatelstwo tego państwa w 1917. Walczył w I i II wojnie światowej, dochodząc do rangi podpułkownika. W 1918 został odznaczony Krzyżem Wojskowym.

## Występy na IO
| Rok  | Igrzyska Olimpijskie | Konkurencja      | Wyniki     |
| 1924 | Chamonix 1924        | czwórki mężczyzn | 5. miejsce |